# Нойзидлер-Зе
Нойзи́длер-Зе (на тер. Австрии; нем. Neusiedler See) / Фе́ртё (на тер. Венгрии; венг. Fertő-tó) — четвёртое по величине озеро Центральной Европы (после Балатона, Женевского и Боденского), самое западное в Европе равнинное солоноватое озеро, популярное место отдыха, биосферный заповедник. Озеро и его окрестности включены в список мирового культурного наследия ЮНЕСКО.

## География
Нойзидлер-Зе расположено на границе Австрии и Венгрии, около 77 % (240 из 315 км²) площади озера принадлежит австрийской федеральной земле Бургенланд, южная оконечность озера — венгерскому медье Дьёр-Мошон-Шопрон. К югу и юго-востоку от озера находятся территории национальных парков: австрийского Нойзидлерзе-Зевинкель и венгерского Фертё-Ханшаг.
Площадь озера около 320 км², глубина при этом в среднем составляет около одного метра.
Озеро имеет неправильную форму, вытянуто с севера на юг. Береговая линия — изрезанная, с несколькими глубокими заливами. На озере есть несколько больших островов и множество маленьких островков и отмелей. Длина озера с севера на юг — 36 километров, ширина колеблется от 6 до 12 километров. Высота над уровнем моря — 115 метров, площадь водосбора — около 1300 км². Нойзидлер-Зе чрезвычайно мелко, средняя глубина около метра, наибольшая — 1,8 метра.
Возраст озера примерно 20 тысяч лет: оно возникло в конце ледникового периода, в результате колебаний земной коры.

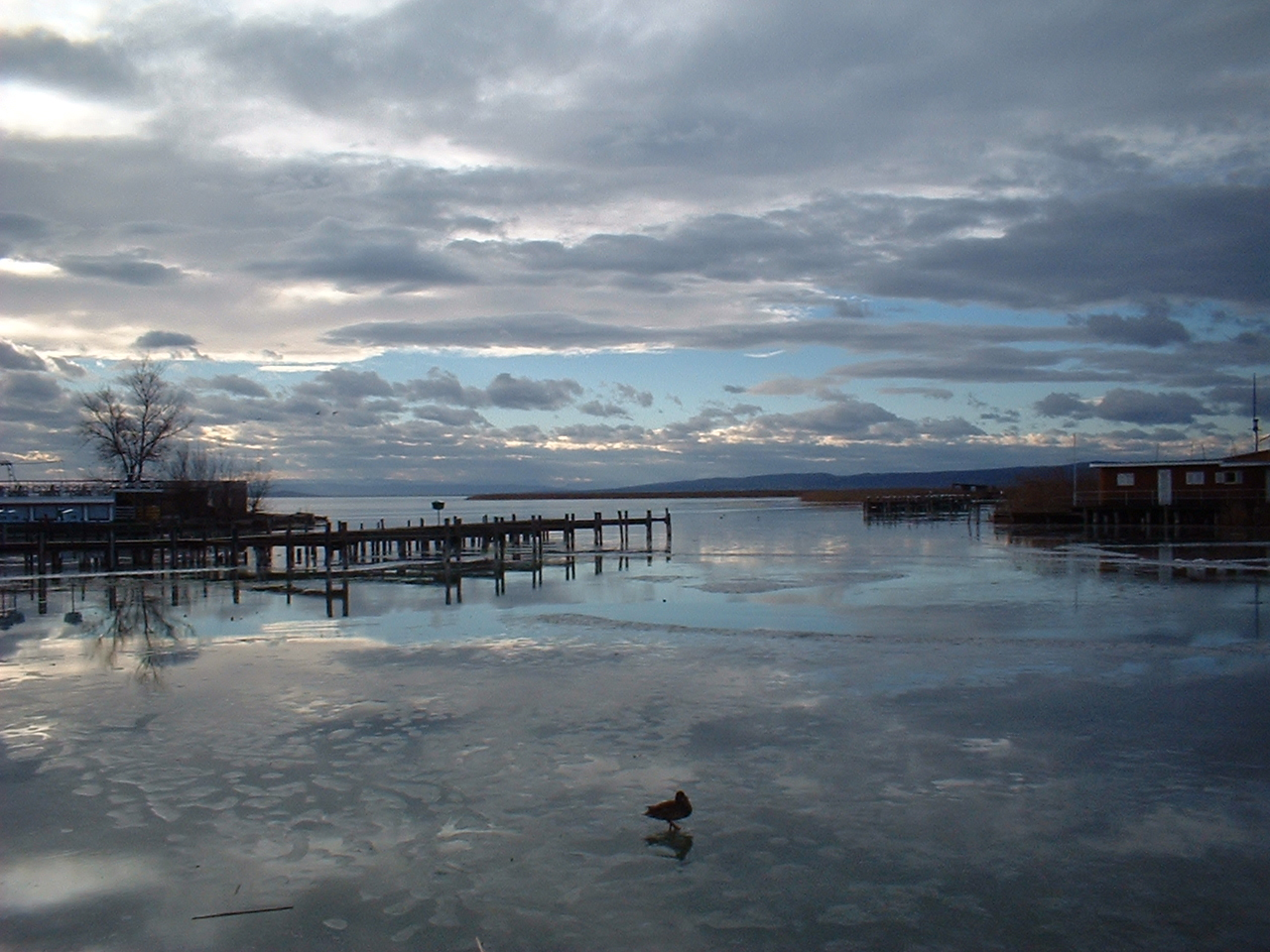
Озеро зимой

## Гидрография
В озеро впадает несколько ручьёв, крупнейший из которых Вулка. Озеро принадлежит к бассейну Рабы и Дуная, оно имело сток в своей юго-восточной оконечности. В настоящее время сток озера зарегулирован с целью поддержания постоянного уровня воды.
Вода в озере Нойзидлер-Зе слабосолёная, уровень воды подвержен большим колебаниям. Несколько раз в истории отмечалось полное высыхание озера (последний раз в 1866 году, когда можно было пересечь его по дну, не намочив ботинок). В 1956 году была учреждена совместная австро-венгерская комиссия по контролю за уровнем воды, в её обязанности входит регулировать сток из озера для поддержания заданного уровня. Несмотря на это, полностью избежать флуктуаций не удаётся. Так в 1965 году после проливных дождей уровень озера поднялся на 35 см, в 2003 году вода упала почти на 30 см.

## Флора и фауна
Поверхность озера сильно заросла тростником, через который местами прорублены проходы для лодок.
В озере обитает 15 видов рыб (наиболее распространенные — вьюны, судак, щука и сазан). Воды озера богаты разными видами беспозвоночных, а в зарослях камыша обитают различные виды редких насекомых.
На озере Нойзидлер-Зе в естественных условиях можно наблюдать более 300 видов гнездящихся и перелётных птиц, среди которых множество видов цапель (включая большую белую), а также колпицы, дикие гуси, поганки, свиязь, камышовки и многие другие.
Во время сезонных миграций здесь останавливаются бекасы, гуменники и зуйки. Среди редких видов птиц стоит отметить краснозобую казарку, орлана-белохвоста и луня.

## Берега
На территории национального парка по берегу озера проложена учебная тропинка, с которой орнитологи и посетители парка могут вести наблюдение за биосферой заповедника.
Вдоль западного берега озера проходит холмистая гряда, сложенная известняками. Холмы покрыты лесами и очень живописны, на них произрастает большое количество редких видов растений. Местные виноградники дают сладкие «соломенные» и «тростниковые» вина (от штирийской традиции сушить виноград на соломенной подстилке или тростниковых матах).
На юго-восток от озера протянулись солончаковые степи.

## Туризм
Озеро привлекает большое количество туристов и любителей природы. На берегах большое количество пляжей. Разрешён ограниченный вылов рыбы по лицензиям. На Нойзидлер-Зе занимаются парусным спортом и виндсёрфингом, однако небольшая глубина озера временами создаёт проблемы для спортсменов. По той же причине на озере мало развито пассажирское и грузовое судоходство.